# Stjernehallen
Stjernehallen – kryte lodowisko położone w Fredrikstad, na którym swoje mecze rozgrywa drużyna hokejowa GET-ligaen – Stjernen Hockey. Obiekt powstał w 1970 roku i może pomieścić 2 400 widzów.